# Карденьоса, Хулио
Ху́лио Карденьо́са Родри́гес (исп. Julio Cardeñosa Rodríguez род. 27 октября 1949, Вальядолид, Кастилия и Леон) — испанский футболист и футбольный тренер, игрок сборной Испании.

## Карьера
Карденьоса родился в Вальядолиде, в 1974 году он перешел в «Реал Бетис» из местного ФК «Реал Вальядолид» и оставался там до самой пенсии. Левоногий, он обладал большими техническими способностями, которые не соответствовали его худощавому телосложению, и в общей сложности провел за андалусийцев 412 матчей (307 в десяти сезонах Ла Лиги), помог клубу выиграть Копа дель Рей в 1977 году.
Карденьоса провел 8 матчей за сборную Испании. Его дебют состоялся 30 ноября 1977 года в отборочном матче чемпионата мира по футболу 1978 года против Югославии, он отыграл все 90 минут в решающем матче 1:0 на выезде.
Впоследствии Карденьоса был выбран для участия в финальной стадии в Аргентине. Там он, как известно, упустил шанс забить гол в матче группового этапа против Бразилии, в итоге ничья 0:0, и Испания была исключена именно южноамериканцами. Он также представлял страну на Евро-1980.
Карденьоса вышел на пенсию почти в 36 лет, после чего занялся тренерской деятельностью, в основном в регионе. В «Бетисе» он начинал в качестве менеджера молодёжного состава, а с первой командой провел два бессмысленных периода, в том числе в высшей лиге 1990-91 годов — семь матчей, с последующим выбыванием.
Карденьоса вернулся в «Бетис» в 2010 году в составе тренерского штаба новоназначенного менеджера Пепе Меля.